# 101-й квартал (Кременчук)

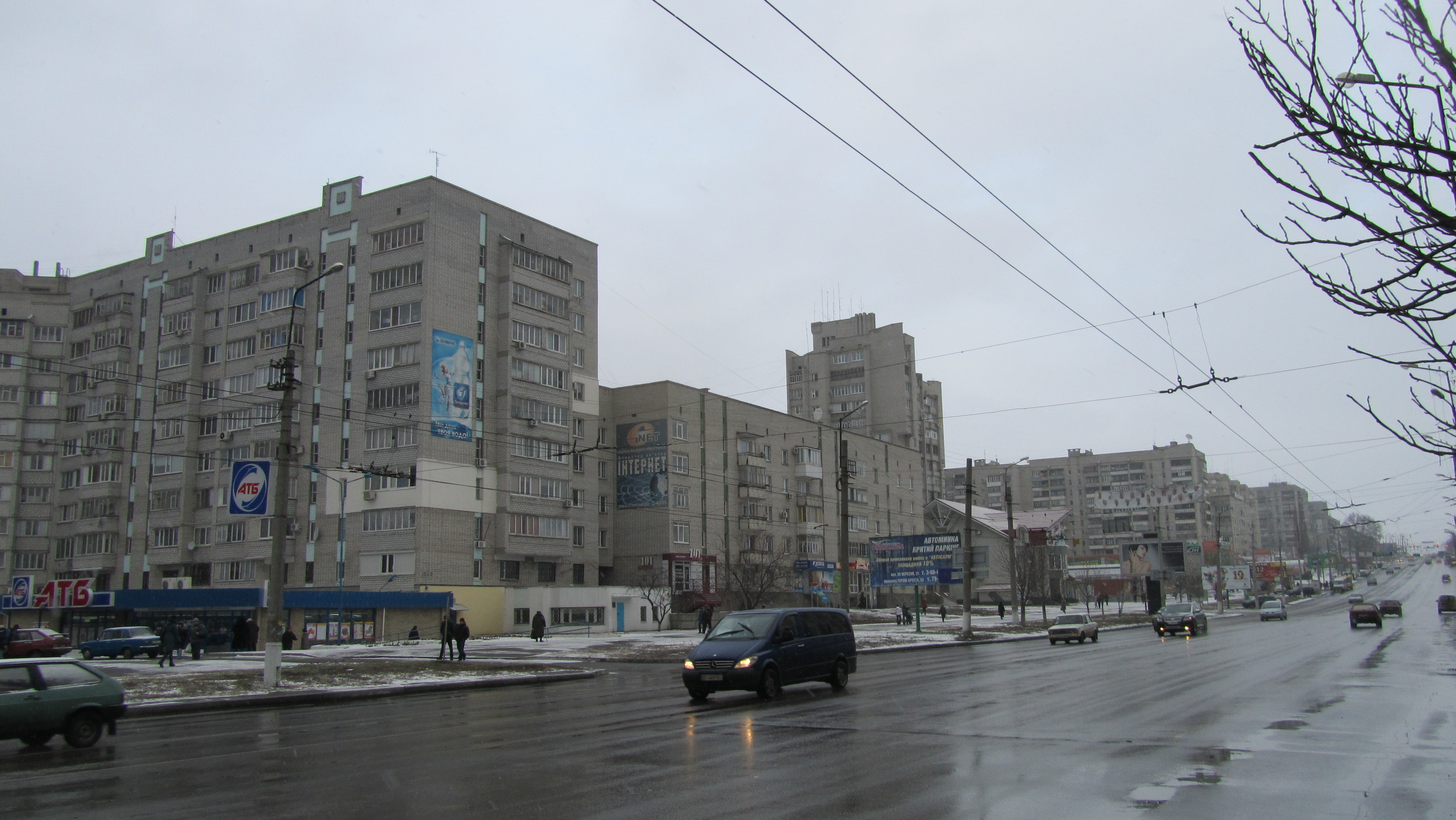

101-й квартал — житловий квартал у місті Кременчук. Розташований між центральною та північною частинами міста. Забудова багатоповерхова. Має протяжність із південного сходу на північний захід близько 600 метрів, з північного заходу на південний схід близько 150 метрів.

## Історія
Зведений наприкінці 1980-х років на місці приватної забудови.

## Розташування
Квартал розташований в Автозаводському районі та межує на півдні з центральною частиною міста і Нагірною частиною. Іноді північну частину 101-о кварталу відносять до нагірної частини міста. Обмежений проспектом Свободи на південному сході, вулицею Петра Калнишевського на північному заході, вулицею Європейською на півночі та вулецею Хорольською на півдні
Для району характерна витягнутість та значний перепад висоти із півдня на північ. Найнижча частина знаходиться біля вулиці Хорольської, найвища — біля вулиці Європейської.

## Будівлі та об'єкти
- Троїцький ринок
- Буд. 3 — Магазин Comfy
- Буд. 10г — Торговий центр «Сіті Центр»[1]
- Буд. 10Д — Магазин «АТБ-Маркет»